# Cape Gata
Cape Gata är en udde i Storbritannien. Den ligger i den sydöstra delen av landet, 3 200 km sydost om huvudstaden London.
Terrängen inåt land är platt. Havet är nära Cape Gata åt sydost.  Närmaste större samhälle är Akrotiri, 8,2 km nordväst om Cape Gata.